# Jan-Werner Müller
Pour les articles homonymes, voir Müller.
Jan-Werner Müller est un politologue allemand. Il est professeur de sciences politiques à l'université de Princeton depuis 2005, spécialiste de l'histoire des idées politiques.

## Biographie
Il étudie à l'université libre de Berlin, au St Antony’s College de l'université d'Oxford et à l'université de Princeton.
Il est le cofondateur de l'European College of Liberal Arts de Berlin.

## Ouvrages

### Qu'est-ce que le populisme?(2016)
Dans son ouvrage de 2016 Qu'est-ce-que le populisme ?, il définit le populisme comme la revendication politico-morale d'un monopole de la représentation du peuple. Sur la base de cette définition, les partis populistes se trouvent confrontés à un paradoxe : comment se fait-il qu'en tant que formation politique, ils ne parviennent pas à rallier une majorité écrasante alors qu'ils sont censés représenter la totalité du peuple, qu'ils "sont" le peuple. En d'autres termes, on pourra toujours répondre aux populistes : comment se fait-il que vous ne gagnez pas les élections, que vous ne soyez pas déjà au pouvoir puisque vous représentez le peuple dans sa totalité ?
Il affirme que le populisme est fondamentalement anti-pluraliste. Il consiste à faire du peuple une substance homogène de laquelle sont exclus le "faux peuple" et les élites. Les populistes sont donc hostiles aux institutions démocratiques au nom d'une idée plus essentielle de la démocratie qui est la mise en application directe de la volonté du peuple.
Muller met en garde les sociologues et politologues qui se donnent la partie facile en psychologisant le populisme, c'est-à-dire qui le réduisent à l'expression d'une angoisse de l'avenir, d'une peur confuse de la mondialisation. En ce sens, les électeurs qui votent pour les candidats populistes seraient des faibles d'esprit qu'il faudrait presque soigner. Muller combat cette vision qui revient à rabaisser et finalement dépolitiser la contestation populiste et considère qu'il faut prendre au sérieux les objections formulées par les mouvements populistes.
À propos de l'Union Européenne, Muller se fait l'écho des réflexions de certains observateurs pour lesquels présenter les solutions élaborées depuis Bruxelles comme étant les seules raisonnables et envisageables est une erreur fatale. Cette méthode de gouvernement révèle une inaptitude à débattre avec les citoyens et essayer de les convaincre.
Sans débat de fond préalable, les mesures prises à Bruxelles ne peuvent être que technocratiques ; on parle ainsi de « policy without politics ».
Cette réflexion amène l'auteur à affirmer que la distinction entre technocratie et populisme est beaucoup moins tranchée qu'il n'y paraît. Les technocrates suggèrent qu'il n'existe qu'une seule policy raisonnable, une seule voie économique empruntable alors que de leur côté les populistes affirment qu'ils n'existerait qu'une seule volonté authentique du peuple. Ces deux tendances partagent en réalité la vision d'une vérité une et indiscutable. La décision politique n'est plus le fruit d'un débat organisé au sein d'un parlement ou de l'espace public mais existe en soi et s'impose d'elle-même. Technocratie et populisme sont donc deux logiques anti-pluralistes représentant deux écueils de la démocratie.
Muller remarque que des renversements peuvent avoir lieu entre ces deux attitudes, les technocrates empruntant notamment aux populistes leur méthode. C'est ainsi qu'un pro-européen ultra a pu rétorquer que « n'importe quelle femme au foyer peut comprendre que revenir au franc ou au deutsche mark serait comme s'enrôler dans un commando-suicide ».
La seule politique possible caractérisant le technocrate ressemble fortement à l'expression populiste dans l'immédiateté et la radicalité de son langage.
Là ou le technocrate se remarque par l'absence d'alternative possible, le populiste se caractérise par sa prétention à incarner le peuple dans sa totalité indivisible; les deux communient dans une conception unitaire de la décision politique et la négation de son processus d'élaboration.

## Publications

### Originales en anglais ou en allemand
- Another Country: German Intellectuals, Unification and National Identity, Yale University Press 2000  (ISBN 978-0300083880)
- A Dangerous Mind: Carl Schmitt in Post-War European Thought, Yale University Press 2003, deutsche Ausgabe: Ein gefährlicher Geist. Carl Schmitts Wirkung in Europa, Wissenschaftliche Buchgesellschaft 2007  (ISBN 978-3534197163)
- (Hg.) Memory and Power in Post-War Europe: Studies in the Presence of the Past, Cambridge University Press 2002.
- German Ideologies since 1945: Studies in the Political Thought and Culture of the Bonn Republic, Palgrave 2003.
- Constitutional Patriotism, Princeton University Press 2007  (ISBN 978-0691118598); 
deutsche Ausgabe: Verfassungspatriotismus, Suhrkamp 2010  (ISBN 978-3518126127).
- Wo Europa endet. Ungarn, Brüssel und das Schicksal der liberalen Demokratie, suhrkamp 2013[3].
- Das demokratische Zeitalter. Eine politische Ideengeschichte Europas im 20. Jahrhundert, suhrkamp 2013  (ISBN 978-3518585856).
- Was ist Populismus? Ein Essay, suhrkamp 2016[4].

### Traductions en français
- Carl Schmitt : Un esprit dangereux [« A Dangerous Mind: Carl Schmitt in Post-War European Thought »] (trad. de l'anglais), Paris, Armand Colin, 2007, 400 p. (ISBN 978-2-200-35049-9)
- Difficile démocratie : les idées politiques en Europe au XXe siècle [« Das demokratische Zeitalter. Eine politische Ideengeschichte Europas im 20. Jahrhundert »] (trad. de l'anglais), Paris, Alma, 2013, 552 p. (ISBN 978-2-36279-091-1)
- Qu'est-ce-que le populisme ? : Définir enfin la menace [« Was ist Populismus? Ein Essay »] (trad. de l'allemand), Paris, Premier Parallèle, 2016, 200 p. (ISBN 979-10-94841-35-8)